# Hardi-Klasse
Die Hardi-Klasse war eine Klasse von zwei 64-Kanonen-Linienschiffen der französischen Marine, die von 1751 bis 1786 in Dienst stand.

## Geschichte
Die Klasse wurden von dem Schiffbauingenieur Pierre Morneau entworfen und zwischen 1748 und 1755 im Marinearsenal von Rochefort gebaut.

## Einheiten
| Name       | Bauwerft             | Kiellegung | Stapellauf | Indienststellung | Verbleib |
| ---------- | -------------------- | ---------- | ---------- | ---------------- | --- |
| Hardi      | Arsenal de Rochefort | 1748       | 1750       | April 1751       | Ab 1786 Hulk und ab Mai 1798 abgebrochen                                                                                                 |
| Inflexible | Arsenal de Rochefort | 1751       | 1752       | April 1755       | Im November 1759 auf Grundgelaufen (Seeschlacht in der Bucht von Quiberon), im August 1760 offiziell außer Dienst und ab 1763 abgewrackt |

## Technische Beschreibung
Die Klasse war als Batterieschiff mit zwei durchgehenden Geschützdecks konzipiert und hatte eine Länge von 48,40 Metern (Geschützdeck), eine Breite von 13,16 Metern und einen Tiefgang von 6,74 Metern bei einer Vermessung von 1100 tons (bm) bzw. Verdrängung von 2100 Tonnen. Sie waren Rahsegler mit drei Masten (Fockmast, Großmast und Kreuzmast). Der Rumpf schloss im Heckbereich mit einem Heckspiegel, in den Galerien integriert waren, die in die seitlich angebrachten Seitengalerien mündeten. Diese waren aus Repräsentationsgründen durch zeitspeziefische Schnitzereien und Bildhauerarbeiten geschmückt. Die Beplankung war kraweel ausgeführt, das heißt, die Enden der Planken stießen stumpf aufeinander, so dass eine glatte Außenfläche entstand.
Die Bewaffnung der Klasse bestand aus 64 Kanonen.
|        | Unteres Batteriedeck | Oberes Batteriedeck | Backdeck      | Achterdeck    | Kanonen (Geschossgewicht) |
| ------ | -------------------- | ------------------- | ------------- | ------------- | ------------------------- |
| Design | 26 × 24-Pfünder      | 28 × 12-Pfünder     | 4 × 6-Pfünder | 6 × 6-Pfünder | 64 Kanonen (249,65 kg)    |

## Besatzung
Die Besatzung hatte eine Stärke von 531 Mann (9 bzw. 11 Offiziere und 520 Unteroffiziere bzw. Mannschaften).

## Bemerkungen
1. ↑  Bei der Berechnung des Gewichtes einer Breitseite kann es zu Unterschieden kommen, da in der damaligen Zeit ein Pfund, je nach Land, unterschiedliche Gewichtswerte hatte. Das französische Livre hatte z. B. ein Gewicht von 489,506 Gramm während das englische Pound ein Gewicht von 453,592 Gramm hatte.